# М'язи тулуба людини

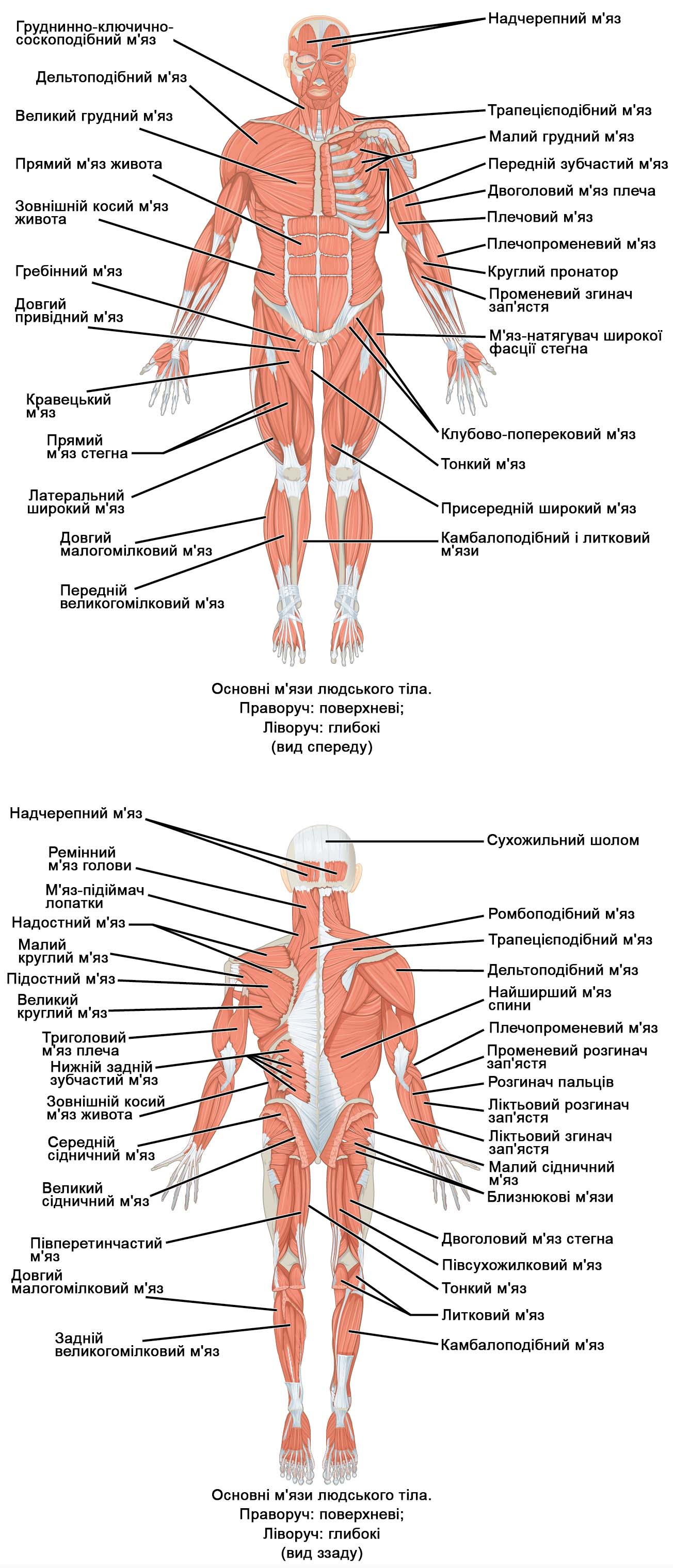
Головні м'язи людського тіла

М'язи тулуба, так само як і м'язи шиї, розділяють на дві групи: власні (або глибокі) та поверхневі.
Власні м'язи лежать дуже глибоко, на самих кістках осьового скелета, і своїми скороченнями рухають в основному скелет тулуба і голови. Поверхневі м'язи при розвитку зародка з'являються на тулубі пізніше і тому розміщуються на поверхні його власної мускулатури. Поверхневі м'язи відрізняються від власних м'язів тим, що пов'язані в основному з роботою верхніх кінцівок, хоча здатні за певних умов рухати тулуб і голову. Власні м'язи містяться у всіх областях тулуба; поверхневі м'язи містяться на грудній клітці, спині та шиї.
М'язи, розміщені уздовж серединної лінії тулуба, мають поздовжній напрямок волокон, а ті, що містяться збоку, — косий.

## М'язи грудної клітки

### Власні м'язи
Волокна власних м'язів грудної клітки лежать у трьох перехресних напрямках. Така будова укріплює грудну стінку.
| Ілюстрація | М'яз                                                                | Початок | Кінець                                   | Функція |
| ---------- | ------------------------------------------------------------------- | --- | ---------------------------------------- | --- |
|            | Зовнішні міжреберні м'язи (лат. musculi intercostales externi)      | Нижній край верхнього ребра                                                                                          | Верхній край нижнього ребра              | При скороченні піднімають ребра, збільшуючи об'єм грудної клітки в передньозадньому і поперечному напрямках. Одні з основних м'язів вдиху.                                  |
|            | М'язи-підіймачі ребер (лат. musculi levatores costarum)             | Поперечні відростки грудних хребців                                                                                  | Кут ближнього ребра                      | При скороченні піднімають ребра, збільшуючи об'єм грудної клітки в передньозадньому і поперечному напрямках. Один із основних м'язів вдиху.                                 |
|            | Внутрішні міжреброві м'язи (лат. musculi intercostales interni)     | Верхній край нижнього ребра                                                                                          | Нижній край верхнього ребра              | Скорочуючись, опускають ребра і, зменшуючи розмір грудної клітки, спричиняє видих.                                                                                          |
|            | Найглибші міжреброві м'язи (лат. musculi intercostales intimi)      | Верхній край нижніх ребер                                                                                            | Нижній край верхніх ребер                | Скорочуючись, опускають ребра і, зменшуючи розмір грудної клітки, сприяють видиху.                                                                                          |
|            | Поперечний м'яз грудної клітки (лат. musculus transversus thoracis) | Мечоподібний відросток груднини                                                                                      | Внутрішня поверхня хрящів II—VI ребер    | Опускають ребра, сприяють видиху |
|            | Підреброві м'язи (лат. musculi subcostales)                         | X—XII ребра біля їхніх кутів (внутрішня поверхня)                                                                    | Внутрішня поверхня верхніх ребер         | Опускає ребра |
|            | Діафрагма (лат. diaphragma)                                         | Груднина, ребра, поперечні хребці                                                                                    | Утворює сухожильний центр                | Основний дихальний м'яз. При скороченні його купол опускається і вертикальний розмір грудної клітки збільшується; при цьому легені механічно розтягуються і виконують вдих. |
|            | Великий грудний м'яз (лат. musculus pectoralis major)               | Медіальна половина ключиці, рукоятка та тіло груднини, хрящі II—VII ребер, передня стінка піхви прямого м'яза живота | Гребінь великого горбика плечової кістки | Приводить плече до тулуба, опускає підняте плече. При фіксованих верхніх кінцівках припіднімають ребра, беруть участь у вдиху.                                              |

### Поверхневі
Поверхневі м'язи, що покривають власні м'язи грудної клітки, дуже розвинені в людини. Вони рухають і укріплюють на тулубі верхні кінцівки.
| Ілюстрація | М'яз                                                      | Початок                                                    | Кінець                                   | Функція |
| ---------- | --------------------------------------------------------- | ---------------------------------------------------------- | ---------------------------------------- | --- |
|            | Великий грудний м'яз (лат. musculus pectoralis major)     | Груднинна частина ключиці, край груднини, хрящі V—VI ребер | Гребінь великого горбика плечової кістки | Скорочуючись, м'яз приводить і пронує плече, тягне його вперед |
|            | Малий грудний м'яз (лат. musculus pectoralis minor)       | II—V ребра                                                 | Дзьобоподібний відросток                 | При скороченні тягне лопатку вниз і вперед |
|            | Передній зубчастий м'яз (лат. musculus serratus anterior) | II—IX ребра                                                | Медіальний край лопатки та її нижній кут | При скороченні м'яз тягне лопатку вперед, а її нижній кут — назовні, завдяки чому лопатка обертається навколо сагітальної осі та її латеральний кут піднімається. У випадку, якщо рука відведена, м'яз, обертаючи лопатку, піднімає руку вище рівня плечового суглоба. |

## М'язи живота
Черевна стінка утворена групою власних м'язів живота. Зовнішній і внутрішній косі та поперечні м'язи називають «широкими м'язами живота». Сухожильні волокна їхніх апоневрозів, переплітаючись попереду, утворюють посередині черевної стінки білу лінію живота. Широкі м'язи мають косий напрямок волокон і лежать, як і на грудній клітці, в три шари, причому зовнішній косий м'яз живота — продовження зовнішніх міжреберних м'язів, внутрішній косий м'яз — внутрішніх міжреберних, а поперечний м'яз живота — однойменного м'яза грудної клітки. Квадратний м'яз попереку утворює задню черевну стінку. Нижня стінка черевної порожнини (чи дно малого тазу) називають "промежиною".
| Ілюстрація | М'яз                                                                     | Початок                                                          | Кінець                                               | Функція |
| ---------- | ------------------------------------------------------------------------ | ---------------------------------------------------------------- | ---------------------------------------------------- | --- |
|            | Прямий м'яз живота (лат. musculus rectus abdominis)                      | Лобкова кістка                                                   | Хрящі V—VII ребер, мечоподібний відросток груднини   | Зближуючи краї таза і грудної клітки, згинає хребетний стовп, тобто працює як антагоніст м'яза-розгинача спини. При фіксованій грудній клітці піднімає таз. |
|            | Пірамідний м'яз (лат. musculus pyramidalis)                              | Лобковий гребінь                                                 | Біла лінія живота                                    | Рудимент сумкового м'яза ссавців, нерідко відсутній. При скороченні натягує білу лінію живота. |
|            | Зовнішній косий м'яз живота (лат. musculus obliquus externus abdominis)  | Зовнішня поверхня V—XII ребер                                    | Клубовий гребінь, лобковий симфіз, біла лінія живота | У звичайних положеннях, коли опорою є таз, повертають і нахиляють грудну клітку в ліву і праву сторони. У випадках коли опорою служить грудна клітка, а таз із ногами "підвішений" до неї (наприклад, на турніку, брусах тощо), припіднімає таз з ногами і повертає його в обидва боки. |
|            | Внутрішній косий м'яз живота (лат. musculus obliquus internus abdominis) | Клубовий гребінь                                                 | Хрящі нижніх ребер, біла лінія живота                | У звичайних положеннях, коли опорою є таз, повертають і нахиляють грудну клітку ліворуч та праворуч. У випадках коли опорою служить грудна клітка, а таз із ногами «підвішений» до неї (наприклад, на турніку, брусах тощо), припіднімає таз із ногами і повертає його в обидва боки.   |
|            | Поперечний м'яз живота (лат. musculus transversus abdominis)             | Внутрішня поверхня VI—XII ребер, клубовий гребінь                | Біла лінія живота                                    | Напружується при втягуванні нижньої частини живота. У момент скорочення стискає внутрішні органи. Це сприяє звільненню легенів від повітря, внаслідок чого відбувається форсований видих.                                                                                               |
|            | Квадратний м'яз поперека (лат. musculus quadratus lumborum)              | Клубовий гребінь, поперечні відростки нижніх поперекових хребців | XII ребро, II—IV поперекові хребці, тіло XII хребця  | Тягне клубову кістку вгору, а XII ребро — вниз; бере участь у бічних згинаннях поперекової частини хребтового стовпа; при двосторонньому скороченні тягне поперековий відділ хребтового стовпа назад.                                                                                   |

## М'язи спини
До м'язів спини також традиційно відносять м'язи, розміщені на шиї за хребтом.

### Власні м'язи вентрального походження
| Ілюстрація | М'яз                                                                      | Початок                                                                                        | Кінець       | Функція                                                      |
| ---------- | ------------------------------------------------------------------------- | ---------------------------------------------------------------------------------------------- | ------------ | ------------------------------------------------------------ |
|            | Верхній задній зубчастий м'яз (лат. musculus serratus posterior superior) | Від нижньої частини вийної зв'язки, двох (одного) нижніх шийних і двох верхніх грудних хребців | II—V ребра   | Припіднімає II—V ребра, розширюючи грудну клітку при диханні |
|            | Нижній задній зубчастий м'яз (лат. musculus serratus posterior inferior)  | Від остистих відростків 2 (1) нижніх грудних хребців і 2 (3) верхніх поперекових               | IX—XII ребра | Опускає IX—XII ребра, звужуючи грудну клітку при диханні     |

### Власні м'язи дорсального походження (глибокі м'язи спини)

#### I тракт
| Ілюстрація | М'яз                                                  | Початок                                                                      | Кінець                                                         | Функція |
| ---------- | ----------------------------------------------------- | ---------------------------------------------------------------------------- | -------------------------------------------------------------- | --- |
|            | Ремінний м'яз голови (лат. musculus splenius capitis) | Від вийної зв'язки, остистих відростків 3 нижніх і 3 верхніх грудних хребців | Потилична кістка                                               | Поворот, нахил голови вбік, при двосторонньому скороченні — розгинання шийного відділа                                             |
|            | Ремінний м'яз шиї (лат. musculus splenius cervicis)   | Від остистих відростків 3—5 грудних хребців                                  | Задні горбики поперечних відростків 2—3 верхніх шийних хребців | При двосторонньому скороченні тягне голову і шию назад, при односторонньому скороченні — тягне у свій бік, повертаючи голову і шию |

#### II тракт
| Ілюстрація | М'яз                                                 | Початок                                                                                  | Кінець                                                                           | Функція |
| ---------- | ---------------------------------------------------- | ---------------------------------------------------------------------------------------- | -------------------------------------------------------------------------------- | --- |
|            | М'яз-випрямляч хребта (лат. musculus erector spinae) | Остисті відростки поперекових і нижніх грудних хребців, крижова кістка, клубовий гребінь | Кути ребер, поперечні відростки VI—VII шийних хребців                            | Утримують тіло у вертикальному положенні, розгинають хребет |
|            | Клубово-ребровий м'яз (лат. musculus iliocostalis)   | Остисті відростки поперекових і нижніх грудних хребців, крижова кістка, клубовий гребінь | Поперечні відростки грудних і шийних хребців, кути II—XII ребер, скронева кістка | Разом із іншими частинами м'яза-випрямляча хребта розгинає хребет; при односторонньому скороченні нахиляє хребет у свій бік, опускає ребра. Нижні пучки цього м'яза, відтягуючи та укріплюючи ребра, створюють опору для діафрагми. |
|            | Найдовший м'яз (лат. musculus longissimus)           | Остисті відростки поперекових і нижніх грудних хребців, крижова кістка, клубовий гребінь | Поперечні відростки грудних і шийних хребців, кути II—XII ребер, скронева кістка | Разом із іншими частинами м'яза-випрямляча хребта розгинає хребет; при односторонньому скороченні нахиляє хребет у свій бік, опускає ребра. Нижні пучки цього м'яза, відтягуючи та укріплюючи ребра, створюють опору для діафрагми. |
|            | Остьовий м'яз (лат. musculus spinalis)               | Остисті відростки поперекових і нижніх грудних хребців, крижова кістка, клубовий гребінь | Остисті відростки грудних і шийних хребців, потилична кістка                     | Розгинає хребет |

#### III тракт
| Ілюстрація | М'яз                                                      | Початок                     | Кінець                          | Функція |
| ---------- | --------------------------------------------------------- | --------------------------- | ------------------------------- | --- |
|            | Поперечно-остьові м'язи (лат. musculi transversospinales) | Поперечні відростки хребців | Остисті відростки вищих хребців | При двосторонньому скороченні розгинає відповідний відділ хребта; при односторонньому — нахиляє хребет у свій бік |

#### IV тракт
| Ілюстрація | М'яз                                                 | Початок                     | Кінець                            | Функція                     |
| ---------- | ---------------------------------------------------- | --------------------------- | --------------------------------- | --------------------------- |
|            | Міжпоперечні м'язи (лат. musculi intertransversarii) | Поперечні відростки хребців | Поперечні відростки вищих хребців | Нахиляють хребет у свій бік |
|            | Міжостьові м'язи (лат. musculi interspinales)        | Остисті відростки хребців   | Остисті відростки вищих хребців   | Розгинає хребет             |

### Поверхневі

#### Перший шар
| Ілюстрація | М'яз                                                  | Початок | Кінець                                                | Функція                                                                   |
| ---------- | ----------------------------------------------------- | --- | ----------------------------------------------------- | ------------------------------------------------------------------------- |
|            | Трапецієподібний м'яз (лат. musculus trapezius)       | Нижня частина потиличної кістки, остисті відростки VII шийного і всіх грудних хребців                            | Акроміальний кінець ключиці, акроміон, остюк лопатки  | Обертає, приводить до хребта, піднімає і опускає лопатку; повертає голову |
|            | Найширший м'яз спини (лат. musculus latissimus dorsi) | Остисті відростки шести нижніх грудних і всіх поперекових хребців, крижова кістка, клубний гребінь, IX—VII ребра | Гребінь малого горбика плечової кістки (проксимально) | Приводить плече до тулуба, повертає його досередини                       |

#### Другий шар
| Ілюстрація | М'яз                                                   | Початок                                             | Кінець                  | Функція |
| ---------- | ------------------------------------------------------ | --------------------------------------------------- | ----------------------- | --- |
|            | Ромбоподібний м'яз (лат. musculus rhomboideus)         | Остисті відростки VII шийного і I—V грудних хребців | Медіальний край лопатки | Наближає лопатку до хребта, одночасно зміщуючи її вгору                                                                     |
|            | М'яз-підіймач лопатки (лат. musculus levator scapulae) | Поперечні відростки чотирьох верхніх шийних хребців | Верхній кут лопатки     | Піднімає лопатку, одночасно наближаючи її до хребта; при укріпленій лопатці нахиляє назад і у свій бік шийну частину хребта |